# John D. Henley
Pour les articles homonymes, voir John Henley.
Le capitaine John Dandridge Henley, né le 25 février 1781 à Williamsburg (Virginie) et décédé le 23 mai 1835 à La Havane (Cuba) est un officier de marine, capitaine de l'United States Navy.

## Biographie
Henley est né le 25 février 1781 à Williamsburg, en Virginie, fils de Leonard Henley et d'Elizabeth Dandridge (née en 1749) et neveu de Martha Dandridge Custis Washington, l'épouse de George Washington. Son frère cadet est Robert Henley (1783-1828), également officier de marine[1].
Il est nommé midshipman le 14 octobre 1799.
Durant les opérations militaires contre Tripoli en 1804 dans le cadre de la guerre de Tripoli, il sert à bord du Gunboat no 6 commandé par le lieutenant John Trippe.
Lors d'un engagement contre un navire ennemi plus important le 3 août, les deux officiers mènent un assaut au corps à corps avec l'aide de seulement neuf hommes. Bien qu'étant à 1 contre 3, l'attaque est un succès.
Henley prend également part à de nombreuses autres offensives dans les mois qui suivent. L'escadre du commodore Edward Preble effectue en effet dans le même temps de nombreuses opérations contre les pirates de Tripoli et finit par permettre la signature d'un traité de paix.
Durant la guerre de 1812, Henley commande une goélette, la Carolina au cours de la bataille de La Nouvelle-Orléans. Après les opérations menées par le lieutenant Thomas ap Catesby Jones au lac Borgne, la Carolina et d'autres navires sont chargés de harceler les troupes britanniques sur le Mississippi, ce qui permet de protéger les hommes du général Andrew Jackson.
Nommé capitaine le 5 mars 1817, il est nommé au commandement de la frégate Congress au début de l'année 1819. Il mène cette frégate jusqu'en Chine, marquant la première visite d'un navire de guerre américain dans ce pays.
Il continue de servir dans la Navy jusqu'au 23 mai 1835, date de son décès à La Havane (Cuba).

## Vie privée
Le 31 mars 1816, il épouse Elizabeth Denison (1788-1838), la fille de Gideon Denison (1752-1799), un avocat de Hartford, Connecticut; ils ont trois filles: 
- Frances Henley (1818-1873), qui épousa le révérend Edward Y. Higbie (1800-1871)[1], un ecclésiastique épiscopalien[3],[5].
- Henrietta Elizabeth Henley, qui épousa en 1842 Jonathan Bayard Harrison Smith (1810-1889), un avocat de Washington D.C., fils de Samuel Harrison Smith et de Margaret Bayard.
- Eliza Henley (née en 1828), qui épousa l'amiral Stephen Bleecker Luce (1827-1917)[4].

### Descendants
Par sa deuxième fille, il est le grand-père de John Henley Smith (v. 1844-1907), qui a épousé Rebecca Young, de Samuel Harrison Smith, qui a épousé Alive Hall, et de Bayard Thornton Smith (né en 1857), qui a épousé Eleanor J. Hyde (la fille de George Hyde, un des premiers colons et l'alcalde de San Francisco) en 1882.
Par sa fille cadette, il est le grand-père de Caroline Luce (1857-1933), épouse de Montgomery M. Macomb (1852-1924), général de brigade (Brigadier général) de l'armée américaine (US Army).

## Hommages
Le destroyer John D. Henley (DD-553) est nommé en son honneur tandis que les autres USS Henley sont nommés en hommage à son frère, Robert Henley.